# Kustrzebkowce
Kustrzebkowce (Pezizales J. Schröt.) – rząd grzybów należący do klasy kustrzebniaków (Pezizomycetes).

## Charakterystyka
Kustrzebkowce wraz z Orbiliomycetes tworzą jedną z podstawowych linii wśród strzępkowych workowców. Uważa się, że powstały między 400 a 540 milionów lat temu. Nie wszystkie gatunki zostały opisane, przypuszcza się, że może ich być około 2000. Są to grzyby naziemne lub podziemne. Pod względem odżywczym większość gatunków to grzyby saprotroficzne rozwijające się na różnego rodzaju materiale organicznym – rozkładającym się drewnie, ściółce liściastej i łajnie (grzyby koprofilne), niektóre gatunki to grzyby mykoryzowe, niektóre są endofitami pasożytującymi na mszakach lub roślinach naczyniowych. Większość gatunków rozmnaża się płciowo, ale istnieją też gatunki znane tylko w postaci form bezpłciowych (anamorfy).
Tworzą owocniki w postaci apotecjum, klejstotecjum lub mocno zredukowane. Zredukowane formy składają się tylko z kilku worków w skupiskach na strzępkach wegetatywnych, są niemal zamknięte i przypominają perytecja. Apotecja mają wielkość od kilku mm do 20 cm i mogą być siedzące lub osadzone na trzonkach. Hymenium znajduje się na wewnętrznej stronie apotecjum i składa się z worków i parafiz. Worki mają zazwyczaj kształt cylindryczny i są 8-zarodnikowe. U większości gatunków grzybów nadziemnych zarodniki są na ogół aktywnie uwalniane przez otwór w wierzchołku worka wskutek narastającego w nim ciśnienia osmotycznego. U gatunków podziemnych zarodniki pozostają w workach dopóki owocnik nie zostanie zjedzony lub mechanicznie rozbity.
U wszystkich gatunków kustrzebkowców askospory są bezprzegrodowe. Mają kształt od kulistego do łódeczkowatego, powierzchnię gładką, lub z różnego rodzaju ornamentacją. Ściany zarodników są wielowarstwowe o różnej grubości każdej ze ścian. Większość askospor jest szklista, ale są też askospory fioletowe, brązowe lub żółtawe. Liczba jąder na zarodnik waha się od 1, 2, 4 do wielu, askospory często zawierają gutule. Barwa hymenium zależy także od barwy parafiz. Są żółte, czerwone i pomarańczowe i zawierają pigmenty karotenoidowe. Parafizy na ogół są septowane. Poszczególne komórki w parafizach mogą być jednojądrowe lub wielojądrowe. U niektórych gatunków występują parafizy przeplatane szklistymi lub ciemno pigmentowanymi, często grubościennymi elementami lub szczecinkami. Parafizy mogą być proste (nierozgałęzione) lub mogą rozgałęziać się u podstawy lub na całej długości. Mogą również zespalać się (zrastać) z komórką sąsiedniej parafizy Komórka wierzchołkowa parafiz może mieć taką samą szerokość jak leżące pod nim komórki lub może być nabrzmiała, zakrzywiona lub wygięta. U niektórych gatunków podziemnych (np. Genea) parafizy wyrastają znacznie poza długość worka i mogą przeplatać się, tworząc nabłonek nad workiem.

## Systematyka
Według aktualizowanej klasyfikacji Index Fungorum bazującej na Dictionary of the Fungi do rzędu Pezizales należą rodziny:
- Ascobolaceae Boud. ex Sacc. 1884
- Ascodesmidaceae J. Schröt. 1893
- Caloscyphaceae Harmaja 2002
- Carbomycetaceae Trappe 1971
- Chorioactidaceae Pfister 2008
- Discinaceae Benedix 1962 – krążkownicowate
- Geomoriaceae Kraisit., Pfister & M.E. Sm. 2019
- Glaziellaceae J.L. Gibson 1986
- Helvellaceae Fr. 1822 – piestrzycowate
- Karstenellaceae Harmaja 1974
- Morchellaceae Rchb. 1834 – smardzowate
- Otideaceae Eckblad 1968 – uchówkowate
- Pezizaceae Dumort. 1829 – kustrzebkowate
- Pyronemataceae Corda 1842
- Rhizinaceae Bonord. 1851
- Sarcoscyphaceae Le Gal ex Eckblad 1968 – czarkowate
- Sarcosomataceae Kobayasi 1937
- Tuberaceae Dumort. 1822 – truflowate
- Wynneaceae Pfister & Quijada 2019.
- Incertae sedis[3].